# Cambé
Cambé là một đô thị thuộc bang Paraná, Brasil. Đô thị này có diện tích 494,692 km², dân số năm 2007 là 96555 người, mật độ 199,7 người/km².